# Regencia de Polonia
El Reino de Polonia, llamado también informalmente Reino de Regencia de Polonia (en polaco: Królestwo Regencyjne), fue el estado de corta duración proclamado por una ley del 5 de noviembre de 1916, emitida por el Imperio alemán y el Imperio austrohúngaro en plena Primera Guerra Mundial. El proyecto de ambas potencias era utilizar el antiguo territorio del Imperio ruso del Vístula comúnmente llamado Zarato de Polonia o "Territorios del Vístula" (en ruso: Privíslinski Krai, para evitar el uso de la palabra "Polonia"); dicho territorio sería empleado para fundar un Estado Polaco sobre las zonas que las tropas alemanas habían arrebatado al Imperio ruso durante sus campañas bélicas, y que correspondían a una gran parte del Zarato de Polonia gobernada por la administración militar alemana conocida como Ober-Ost. 
Las fronteras del nuevo Estado polaco no estaban definidas en 1916 pero estaba claro que funcionaría como un Estado títere del Imperio alemán. La propuesta nunca ganó mucho apoyo en Alemania y el objetivo real era tener un ejército de soldados polacos que lucharan por las Potencias Centrales. Tras la derrota alemana y posterior retirada de territorios ocupados, fue sucedido por la Segunda República polaca declarada en 1918.

## Creación del Reino

Imperio alemán
Ocupación alemana
Imperio austro-húngaro
Ocupación austríaca
Imperio ruso

La Ley del 5 de noviembre de 1916, que contenía una "declaración de los dos emperadores" (Guillermo II de Alemania y Francisco José de Austria) fue el punto de partida de la Regencia de Polonia, y dicha declaración permitió la creación del Consejo de Regencia (en polaco: Rada Regencyjna) formado por aristócratas polacos que simpatizaban con Austria y Alemania. A este consejo se le dio limitada administración sobre los territorios antiguamente polacos tomados por Alemania y procederían a elegir un nuevo monarca para el proyectado Reino de Polonia, destinado a brindar tropas a las Potencias Centrales en su lucha contra el Imperio ruso.
Un candidato temprano fue el archiduque austriaco Carlos Esteban de Habsburgo, cuyas dos hijas se casaron con poderosos aristócratas polacos vinculados a la corte de Viena: el Príncipe Olgierd Czartoryski y el príncipe Hieronim Radziwill. El archiduque, aunque austriaco de nacimiento, hablaba con fluidez el polaco ya que residía en Żywiec, Galitzia (la provincia del Imperio austrohúngaro de habla polaca). El archiduque estaba más que dispuesto a aceptar la Corona, pero como miembro de la Casa de Habsburgo necesitaba un permiso del cabeza de familia, el emperador Carlos I de Austria y IV de Hungría, quien dudó de la ventaja del proyecto. Por el contrario, Carlos I, quien sucedió a Francisco José el mismo mes de noviembre de la Declaración de los dos emperadores, planeaba asumir él mismo la corona polaca aprovechando la existencia de una importante minoría polaca en su imperio, y de su acendrado catolicismo que, según creía, le permitiría asegurar más fácilmente la lealtad de los polacos, rodeados por la Rusia ortodoxa al este y la protestante Alemania de los Hohenzollern al oeste. No obstante, a medida que avanzaba la guerra y Austria-Hungría progresivamente se hacía más dependiente del Imperio alemán para continuar la guerra y a la vez menos fiable para Alemania, como lo demostró el escándalo de Sixto de Borbón, las posibilidades de candidatos austriacos se redujeron y Alemania exigió que uno de sus príncipes de sangre real gobernara el estado títere. 
La lengua alemana fue instituida en todo el territorio del antiguo Zarato de Polonia que había sido adjudicado al Imperio ruso en el Congreso de Viena de 1814. El alemán era el idioma oficial para la administración y la justicia, sólo en las instituciones educativas se utilizaría la lengua polaca. Los objetivos del Imperio alemán de reclutar soldados polacos para que lucharan junto a su ejército contra Rusia no recibieron el apoyo del pueblo polaco y dieron resultados bastante insignificantes: en la fase final de la regencia el ejército polaco bajo control germano contaba sólo con unos 6.000 hombres. El Reino tendría su propia moneda, llamada Marka polska (Marco polaco). Una constitución que se redactó el 12 de septiembre de 1917 establecía la monarquía, una responsabilidad no política de los Ministros y un parlamento bicameral.

## Objetivo alemán

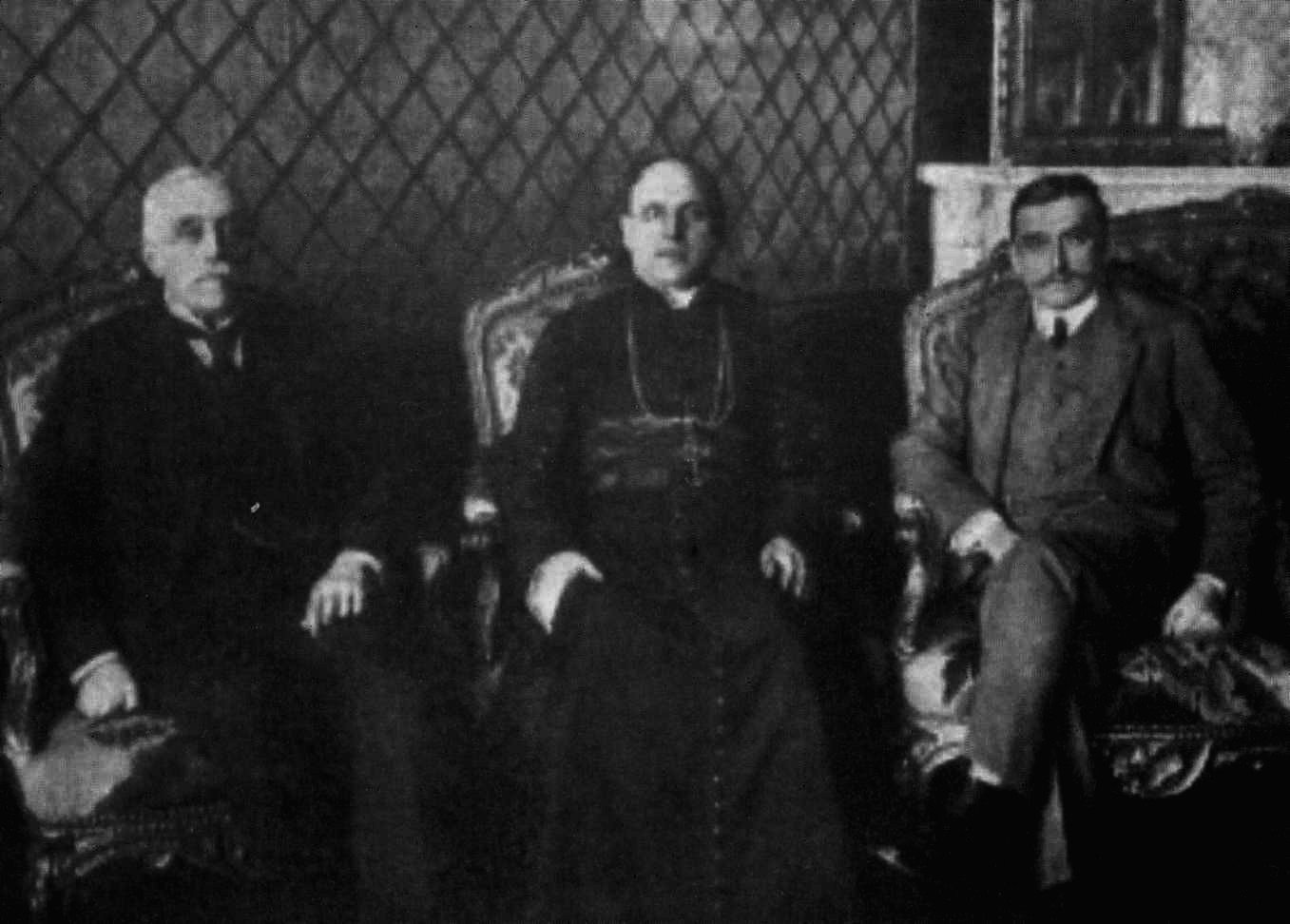
El "Consejo de Regencia Polaco" en Varsovia: Ostrowski, el arzobispo Kakowski y el príncipe Lubomirski (de izquierda a derecha).

El objetivo de la política alemana respecto al Ober-Ost era crear una región que pudiera ser fácilmente explotada económicamente y más adelante sujeta a una ambiciosa germanización, y la Regencia de Polonia no sería la excepción a esa regla. Aunque los planes iniciales fueron las soluciones austro-polacas, estos fueron abandonados en febrero por la creciente dependencia austrohúngara respecto a Alemania, que le dio al gobierno de Berlín el control efectivo sobre los recursos polacos sin procesar y la economía polaca llegó a estar en manos de Alemania. Los alemanes también tendrían el control total sobre el proyectado "ejército polaco" destinado a luchar contra Rusia. 
Las fronteras de esta "Polonia autónoma" fueron proyectadas a favor de Alemania, logrando que sectores estratégicos (centros industriales de Alta Silesia o de Lódz) quedasen bajo autoridad germana (aunque los habitantes nativos de estas regiones fuesen abrumadoramente polacos), mientras que el gobierno imperial alemán esperaba calmar el evidente descontento polaco extendiendo los territorios bajo control del Reino Polaco hacia el este, a las zonas de Rusia ocupadas por el Reichsheer, pudiendo inclusive alcanzar la zona bielorrusa en torno a Minsk. 
Funcionarios alemanes exigieron establecer la llamada "Franja fronteriza polaca" que conduciría a la anexión de partes considerables de territorios polacos que formaban parte de la antigua partición rusa de Polonia. A finales de 1916, Alemania quería anexionarse casi 30.000 kilómetros cuadrados de territorio polaco, pero tal opción fue rechazada por los jefes militares alemanes en Polonia, al considerarla un gasto inútil de recursos alemanes y un riesgo de causar serios motines entre la población polaca.

## Regentes del Reino (1916-1918)

Nuevos países creados tras la Primera Guerra Mundial entre los mares Báltico y Negro.

El Consejo de Regencia nunca logró elegir un nuevo monarca y nunca adquirió mucha importancia ya que sus movimientos fueron inhabilitados por el Gobernador General Alemán, Hans Hartwig von Beseler; de hecho tras el Tratado de Brest-Litovsk de febrero de 1918, la administración militar del Ober-Ost volvió a ganar poder y autoridad pues la paz con Rusia eliminaba un motivo principal de los alemanes para crear un estado títere en Polonia, debilitando el proyecto del "Reino Polaco". 
No obstante el 11 de noviembre de 1918, al hacerse efectivo el armisticio de Alemania con la Triple Entente, y tras estallar la Revolución de Noviembre en suelo alemán, los soldados germanos se desmovilizaron para volver a sus casas y el impotente Consejo de Regencia cedió todas las responsabilidades a los independentistas polacos dirigidos por Józef Piłsudski. Sin apoyo popular polaco, y sin sostenimiento de las tropas alemanas, la Regencia de Polonia se disolvió oficialmente tres días más tarde, aunque sus tropas y aparato administrativo pudieron en parte ser empleados posteriormente como solución de emergencia para dirigir los primeros meses de la Segunda República Polaca.
Actualmente, el 11 de noviembre se celebra la fiesta nacional polaca denominada el Día de la Independencia de Polonia (en:National Independence Day (Poland)).